# Hans-Michael Koetzle
Hans-Michael Koetzle (* 1953 in Ulm) ist ein deutscher Autor und Journalist, der sich vor allem mit der Geschichte und Ästhetik der Fotografie beschäftigt.

## Leben und Werk
Koetzle studierte Germanistik und Geschichte in München, wo er seit 1974 lebt. Er bezeichnet sich selbst als „freier Schriftsteller und Journalist mit Schwerpunkt Geschichte und Ästhetik der Fotografie“.
Er betreibt Recherchen zur Fotografie im 20. Jahrhundert, die in von ihm kuratierte Ausstellungen mit begleitenden Publikationen münden, u. a. Die Zeitschrift Twen – Revision einer Legende (1995), Augen auf! 100 Jahre Leica Fotografie (2014) und Dr. Paul Wolff & Tritschler (2019).
1996 wurde Koetzle Chefredakteur der Zeitschrift Leica World.
Er begleitete den Fotografen René Burri über viele Jahre, arbeitete mit ihm an Buchpublikationen und Ausstellungen. Intensiv befasste er sich auch mit F. C. Gundlach, René Groebli, Barbara Klemm, Ulrich Mack, Charlotte March oder Will McBride. Aktuell (Stand 6/2022) sorgt Koetzle für eine Wiederentdeckung des Düsseldorfer Fotografen Horst H. Baumann.
Zusätzlich zu monografischen Ausstellungen und Büchern publizierte Hans-Michael Koetzle enzyklopädische Arbeiten. Nach mehrjähriger Recherche erschien 2003 Das Lexikon der Fotografen 1900 bis heute sowie Photo Icons, das internationale Verbreitung fand, sowie zuletzt 2011 Eyes on Paris – Paris im Fotobuch 1890 bis heute.
2022 wurde er von der Deutschen Gesellschaft für Photographie mit ihrer höchsten Auszeichnung, dem Kulturpreis, ausgezeichnet.

## Ausstellungen
- 1987 Bertolt Brecht beim Fotografen. Porträtaufnahmen von Konrad Ressler, Goethe-Institut Brüssel, Stadttheater Augsburg
- 1990 Robert Doisneau: Renault – Die Dreißiger Jahre  München: Fotomuseum im Münchner Stadtmuseum Nürnberg: Centrum Industriekultur Speyer: Automobilmuseum
- 1991 Objekt + Objektiv = Objektivität? Fotografie an der HfG Ulm  Ulm: HfG-Archiv Berlin: Bauhaus-Archiv 1993 Mario Algaze: Portfolio Latinoamericano  Internationale Fototage Herten
- 1995 Die Zeitschrift twen – Revision einer Legende  München: Stadtmuseum Hamburg: Kunsthaus Frankfurt am Main: Fotografie Forum Velbert: Schlossmuseum Hardenberg Madrid: Biblioteca Nacional
- 1999 René Burri: Die Deutschen Frankfurt am Main: Fotografie Forum Burghausen: Fotomuseum Velbert: Mannheim: Alte Feuerwache
- 2004 René Burri: Retrospektive  Paris: Maison européenne de la photographie; Berlin: C/O Berlin; Lausanne: Musée de l’Elysée; Mailand: Palazzo Reale, Manchester: Manchester Art Gallery, Zürich: Museum für Gestaltung; Lateinamerika: Havanna, Mexiko-Stadt, Buenos Aires, Caracas, Bogota; Rotterdam: Kunsthal; Köln: Museum für Angewandte Kunst Köln Wien: Kunsthaus
- 2007 Bilder im Kopf Düsseldorf: NRW-Forum Kultur und Wirtschaft
- Münchner Kreise: Der Fotograf Theodor Hilsdorf 1868–1944 München: Fotomuseum im Münchner Stadtmuseum
- 2008 F. C. Gundlach: Retrospektive (Mit Klaus Honnef, Sebastian Lux und Ulrich Rüter) Hamburg: Deichtorhallen Berlin: Martin-Gropius-Bau Nürnberg: Neues Museum Nürnberg
- 2011 Eyes on Paris – Paris im Fotobuch 1890 bis heute  Hamburg: Deichtorhallen Münster: Kunstmuseum Pablo Picasso
- 2013 Ulrich Mack – Kennedy in Berlin  Berlin: Willy-Brandt-Haus München: Art Space Münchner Merkur Lübeck: Willy-Brandt-Haus
- 2014 René Burri – Mouvements  Paris: Maison européenne de la photographie
- 2014–2018 Augen auf! 100 Jahre Leica Fotografie Hamburg: Deichtorhallen Frankfurt: Fotografie Forum Berlin: C/O Berlin Wien: WestLicht – OstLIcht München: Kunstfoyer Versicherungskammer Weitere Stationen: Gent, Porto, Madrid, Rom, Wetzlar
- 2016–2017 Willy Fleckhaus – Design, Revolte, Regenbogen  Museum für Angewandte Kunst Köln, Museum für Angewandte Kunst Hamburg: Museum für Kunst und Gewerbe München: Museum Villa Stuck[3]
- 2017–2018 Sehnsucht / Anhelo  Köln: Kunsträume der Michael Horbach Stiftung Innsbruck: FoKus Berlin: Willy-Brandt-Haus
- 2019 Dr. Paul Wolff & Tritschler – Licht und Schatten. Fotografien 1920 bis 1950  Wetzlar: Ernst Leitz Museum
- 2020 Sehnsucht 2  Köln: Kunsträume der Michael Horbach Stiftung
- 2023/24 Apropos Visionär. Der Fotograf Horst H. Baumann. Köln: Museum für Angewandte Kunst

## Veröffentlichungen (Auswahl)
- 1994, 1000 Nudes. Uwe Scheid Collection. Köln: Benedikt Taschen Verlag
- 1997, Das Foto: Kunst- und Sammelobjekt. München: Augustus Verlag (Kodak Fotobuchpreis)
- 1997, Fleckhaus: Deutschlands erster Art Director. (Mit Carsten Wolff) München: Klinkhardt & Biermann[4]
- 1998, Die Fünfziger Jahre: Heimat, Glaube, Glanz – Der Stil eines Jahrzehnts. (Mit Klaus-Jürgen Sembach und Klaus Schölzel) München: Callwey Verlag
- 1999, Robert Lebeck: Vis-à-vis. Göttingen: Steidl Verlag
- 2001 René Burri: Die Deutschen. (Erweiterte Neuausgabe) München: Schirmer/Mosel Verlag
- 2003, Das Lexikon der Fotografen 1900 bis heute. München: Droemersche Verlagsanstalt Th. Knaur.[5]
- 2008, Diccionario de Fotógrafos del Siglo Veinte. Madrid: Consorcio del Circulo de Bellas Artes (Endausscheidung Los mejores libros de fotografía del año)[6]
- 2008, Peter Knapp. (Mit Gabriel Bauret) Paris: Éditions du Chêne
- 2008, Antje Hanebeck: Sonic. Salzburg: Edition Fotohof
- 2009, Ulrich Mack: Ruhrgebiet. München: Moser Verlag
- 2009, René Burri: Blackout New York. München: Moser Verlag
- 2013, René Burri – Impossible Reminiscences. London: Phaidon
- 2015, Mack – Reporter. München: Hirmer Verlag
- 2020, László Moholy-Nagy. München: Klinkhardt & Biermann, Sehnsucht 2. Sammlung Michael Horbach. Köln: Privatdruck
- 2022: Reden wir über Fotografie, hg. von Andreas J. Hirsch. Heidelberg: Kehrer Verlag, ISBN 978-3-96900-100-4.
- 2023/24: Apropos Visionär. Der Fotograf Horst H. Baumann, Museum für Angewandte Kunst, Köln

## Auszeichnungen
- 1995 Kodak Fotobuchpreis
- 1996–2007 Gold- und Silbermedaille The Society of Publication Designers, New York (1998)
- Dreimal Goldmedaille Best of Corporate Publishing (BCP)
- Aufnahme in die BCP HALL OF FAME
- 1997 Kodak Fotobuchpreis
- 2003 Kodak Fotobuchpreis
- 2004 Deutscher Fotobuchpreis
- 2008 Deutscher Fotobuchpreis in Silber
- 2009 Deutscher Fotobuchpreis in Gold / Auszeichnung die schönsten Bücher der Bundesrepublik Deutschland
- 2009 Deutscher Fotobuchpreis in Silber
- 2011 Deutscher Fotobuchpreis in Gold
- 2014 Shortlist bestes historisches Fotobuch bei den Rencontres d’Arles / Shortlist Kraszna-Kraus-Award, London
- 2019 Special Mention Aperture Paris Photo Photobook Award, Deutscher Fotobuchpreis in Silber, Shortlist Karaszna-Krausz-Award, London
- 2022 Kulturpreis der Deutschen Gesellschaft für Photographie[7]